# Kristallografie

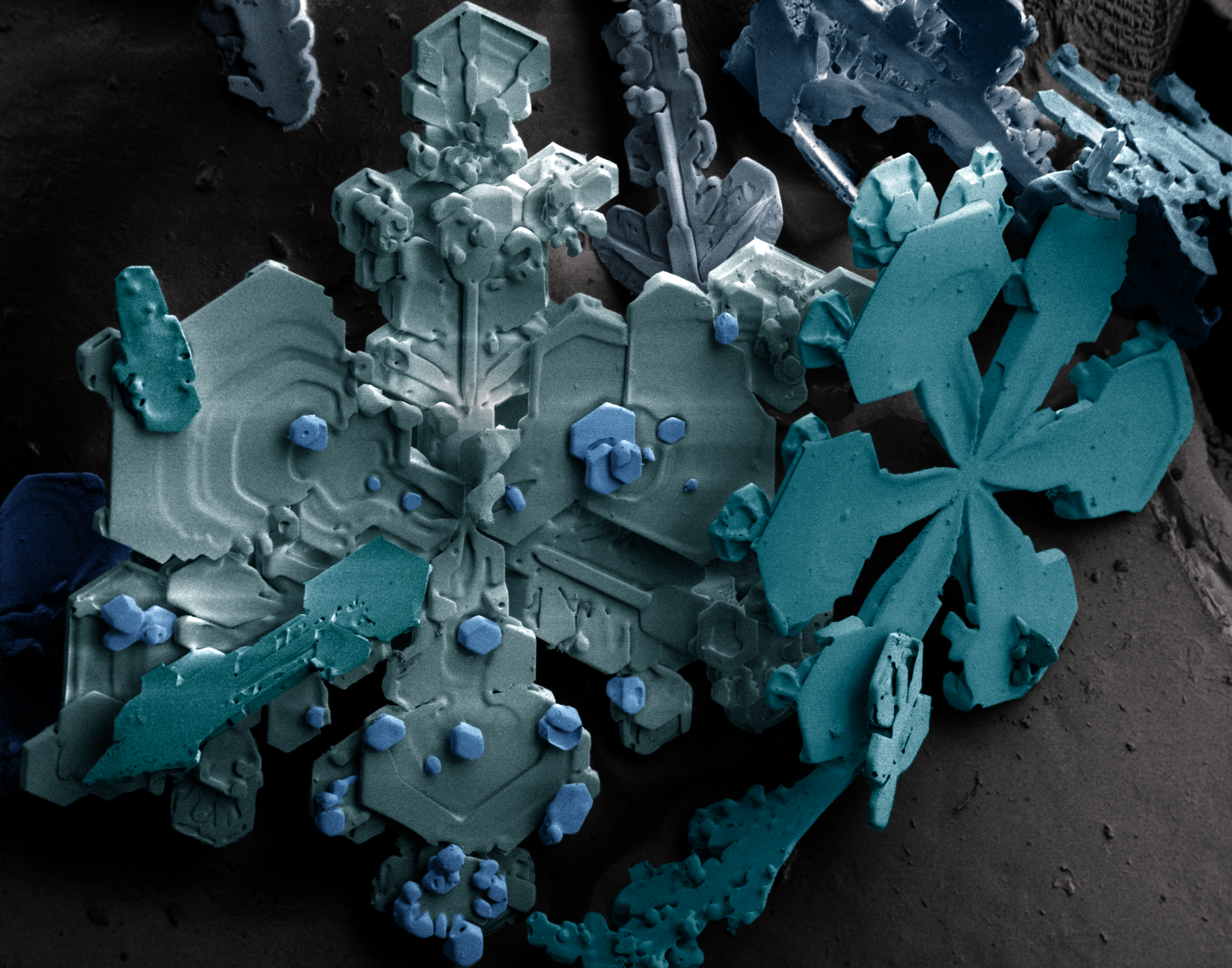
IJskristal met duidelijk zichtbare dendrieten, uitvergroot met een SEM.

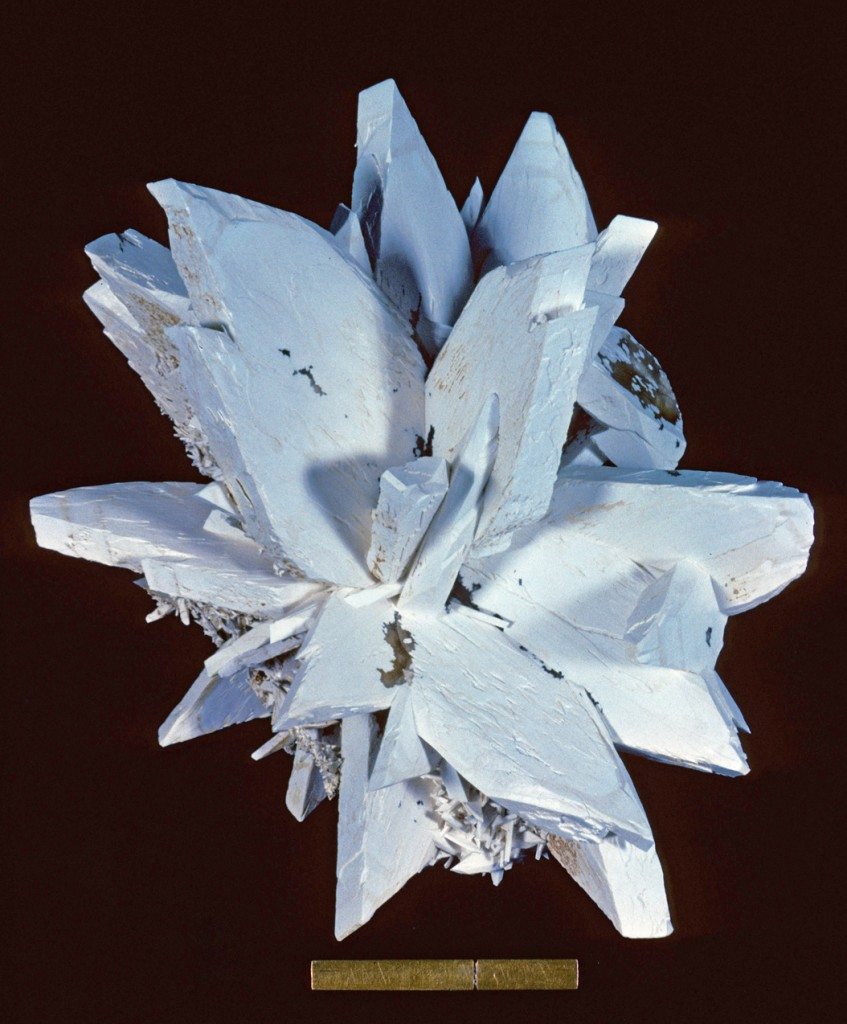
Mineralen zoals borax zijn meestal opgebouwd uit kristallen.

De kristallografie is een interdisciplinair vakgebied tussen meerdere natuurwetenschappen dat zich van oudsher bezighoudt met kristallen, kristalgroei, habitus (macroscopische kristalvorm) en andere macroscopische eigenschappen van roosterstructuren. Deze komen voor in kristallijne materialen, zoals metalen, keramiek en mineralen. 
Met de voortschrijdende techniek is het aandachtsgebied van de kristallografie verschoven naar het bepalen van de microscopische kristalstructuur, dat wil zeggen de rangschikking van de atomen binnen een gegeven kristallijne vaste stof.
Kristallografische analysemethoden gaan uit van de kenmerkende interactie van straling of deeltjes (röntgen, elektronen of neutronen) met het kristal waaraan deze worden blootgesteld, zodat het kristal kan worden gekarakteriseerd of de eigenschappen kunnen worden bepaald. De meest gebruikte microscopische onderzoekstechniek is de röntgenkristallografie, dit is een type diffractie met röntgenstraling, maar er wordt ook gebruikgemaakt van neutronendiffractie, elektronendiffractie en spectroscopische technieken. 

## Eigenschappen van kristallen
Kristallen zijn meestal anisotrope materialen, waarvan veel eigenschappen afhangen van de richting waarin men deze eigenschappen waarneemt, dus van de symmetrie van het kristal.
Weliswaar kunnen kristallen in allerlei vormen voorkomen en is het zelfs mogelijk ze bijzondere vormen te geven (zelfs een bolvorm) door snijden, slijpen en polijsten, maar van nature komen ze meestal in een kenmerkende, hoekige kristalvorm voor. Kristallen zijn langs bepaalde vlakken makkelijker te klieven dan langs andere vlakken. Dit van ouds bekende verschijnsel vormt bijvoorbeeld de basis voor het bewerken van diamanten tot karakteristieke vormen met bepaalde facetten.

### Piëzo-elektrisch effect
Het piëzo-elektrisch effect is een goed voorbeeld van de eigenschappen van kristallen. Als een kristal wordt samengedrukt, veroorzaakt dat in veel gevallen een elektrische spanning tussen de zijden die loodrecht staan op de richting van de druk. Lang niet alle kristallen echter vertonen dat effect. Bij kristallen, die een symmetrie hebben met een centrum van symmetrie, ontbreekt dit effect.

### Optische eigenschappen
Ook de optische eigenschappen hangen ten nauwste met de richting en de symmetrie samen. De brekingsindex kan bijvoorbeeld verschillend zijn in verschillende richtingen als de symmetrie laag genoeg is. Een gevolg daarvan is dubbele breking. Deze verschijnselen zijn het onderzoeksveld van de kristaloptiek.

### Elektrische eigenschappen
De produktie van perfecte grote eenkristallen van met name halfgeleidende materialen zoals silicium is de hoeksteen van de moderne elektronica.

## Geschiedenis

### Vroege observaties
Niels Stensen (1638-1686) merkte al in 1669 op dat kwartskristallen begrensd worden door vlakken die altijd dezelfde hoeken met elkaar vormen. Hij merkte op dat er maar een beperkt stel hoeken telkens weer terugkwam.
Rasmus Bartholin (1625-1698) beschreef eveneens in 1669 de dubbele breking van calciet. Hiermee werd het duidelijk dat eigenschappen van kristallen in verschillende richtingen verschillend konden zijn. Helaas was de theorie van het licht nog ongeschreven en moest de uitleg van het verschijnsel tot in het begin van de negentiende eeuw wachten.
Christiaan Huygens (1629-1695) stelde later voor dat dit gedrag en het feit dat kristallen de neiging hebben in bepaalde vlakken te klieven, kon worden uitgelegd door aan te nemen dat ze zouden bestaan uit lagen bolvormige deeltjes, maar zijn idee vond weinig weerklank, vooral bij gebrek aan technieken om zijn idee te beproeven. Zijn ideeën over het golfkarakter van het licht zou ook nog lang op verdere uitwerking wachten.

### Kristalvlakken
De Franse mineraloog René Just Haüy  (1743-1822) wordt wel gezien als de eigenlijke grondlegger van de kristallografie. Hij bestudeerde ook het klieven van materiaal. Hij liet per ongeluk een stuk mineraal, calciet, vallen en merkte op dat veel van de brokstukken, zelfs de kleinste brokken, dezelfde vorm hadden (1784). Hij concludeerde daaruit dat een kristal een regelmatige opeenstapeling van telkens hetzelfde fragment moest zijn, een soort elementaire bouwsteen. Hij noemde deze eenheden molécules intégrantes, maar tegenwoordig spreekt men in de kristallografie over de basis ofwel de inhoud van de eenheidscel. Hij beschreef deze cel als een kleine kubus of een ander minder symmetrische parallellepipedum.
Haüy merkte ook op dat de vlakken die de buitenzijde van een kristal vormen, de habitus, kunnen worden beschreven door te kijken naar hoe zij de zijden van de denkbeeldige eenheidscel doorsnijden. Hij postuleerde dat dat altijd in een klein geheel aantal delen is.

### Symmetrie
Dankzij de Britse mineraloog William Hallowes Miller (1810-1880) zouden deze kleine gehele getallen later, in 1838, bekend worden als de miller-indices {hkl}. Miller hield zich met de leer van de roosterrichtingen bezig. Met deze indices konden de uitwendige vlakken eenduidig gekenmerkt worden. De terugkerende hoeken werden toegekend aan een combinatie van twee kristalvlakken.
De Britse chemicus William Hyde Wollaston (1766-1828) vond in 1809 de reflectiegoniometer uit. Met dit instrument kon men door een lichtbundel te laten weerkaatsen op een kristalvlak de hoeken tussen de vlakken nauwkeurig bepalen. Het werd met dit instrument al snel duidelijk dat de conclusies van Stensen niet tot kwarts beperkt waren, maar voor alle mineralen golden. Nu kon men dit soort metingen gaan gebruiken om het ene mineraal van het andere te onderscheiden. Daarmee ontwikkelde men een classificatiestelsel gebaseerd op de symmetrie van de kristalvorm. Men had al enige tijd bemerkt dat de uitwendige kristalvorm van een materiaal best kon wisselen. Het is bijvoorbeeld heel goed mogelijk dat hetzelfde mineraal soms in de vorm van een kubus kristalliseert en dan weer als een octaëder, afhankelijk van de omstandigheden tijdens de groei, maar deze vormen verraden wel dezelfde onderliggende symmetrie. Het was vooral Auguste Bravais (1811-1863) die de symmetrie van driedimensionale roosters ontwikkelde en liet zien dat er slechts 14 verschillende roostertypen bestaan, de 14 bravaistralies. In zijn tijd groeide ook de overtuiging dat kristallen uit atomen en moleculen moesten bestaan. Men kreeg zelfs een idee van hun grootte. Hoewel men kristallen al lang microscopisch onderzocht, was het nog niet mogelijk de interne atomaire structuur te onderzoeken, omdat de golflengte van het gebruikte licht veel te groot was.
Toch had men grote vorderingen gemaakt met het in kaart brengen van bijvoorbeeld het verband tussen symmetrie en optische eigenschappen. Door de uitwerking van de golftheorie van het licht door Thomas Young in 1801 was ook de dubbele breking begrijpelijk geworden. Het bleek dat het verschijnsel alleen optrad, als de puntsymmetrie van het kristal ten minste twee verschillende hoofdassen had. Dit is het geval bij hexagonale, trigonale en tetragonale kristallen, niet bij kubische. In het geval van nog lagere symmetrie (monoklien en triklien) is het gedrag nog ingewikkelder dan dubbelbrekend.

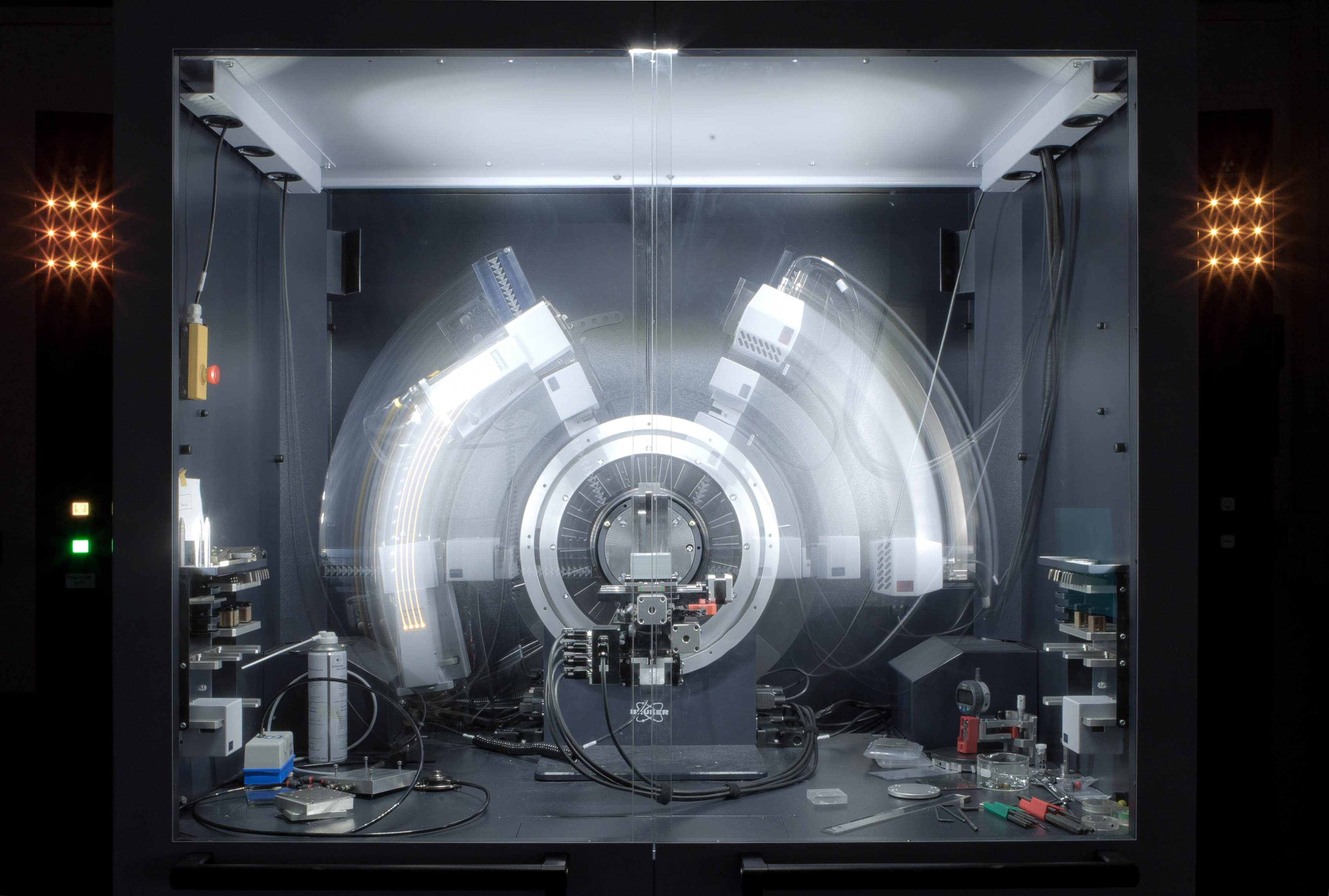
Een röntgen-diffractometer in werking

### Diffractie
Vóór de ontwikkeling van de diffractie bestudeerde men vooral de uitwendige vormen, de habitus, die een kristal kan aannemen. Met behulp van een goniometer is het mogelijk de hoeken tussen alle vlakken van het kristal te meten en in kaart te brengen. De pool van ieder vlak wordt geprojecteerd op een stereografisch net. Ieder punt wordt voorzien van zijn miller-index. Het doel van een dergelijke grafiek is uiteindelijk de symmetrie van het kristal te bepalen. Lange tijd was dit een belangrijke manier om mineralen van elkaar te onderscheiden.
Met de ontdekking van de röntgenstraling in 1895 kwam er een grote doorbraak. Men vermoedde dat deze straling een soort licht was met een golflengte in de buurt van de afstanden tussen atomen. Walter Friedrich (1883-1962) en Paul Knipping (1883-1935) besloten in 1912 een suggestie van Max von Laue (1879-1960) te onderzoeken, en vonden inderdaad diffractie-effecten bij blootstelling van een kristal aan deze nieuwe vorm van straling. Zij vingen daarmee twee belangrijke vliegen in één klap. Kristallen waren inderdaad regelmatige stapelingen van atomen, en röntgenstraling was inderdaad een vorm van licht (elektromagnetische straling) met een golflengte in de orde van grootte van het atoom.
De Duitse onderzoekers gebruikten echter een 'wit' mengsel van golflengten, en dat beperkte wat zij met hun resultaten konden doen. Vrijwel tegelijkertijd deden vader en zoon William Henry en William Lawrence Bragg echter een experiment met (vrijwel) monochromatische straling, en hiermee werd het mogelijk kristalstructuren te bestuderen op atomair niveau. Dit resulteerde in de beroemde Wet van Bragg. De mathematische basis voor deze ontwikkeling was al voorhanden. Diffractie (met grotere golflengtes) was al lang bekend en ook de wiskundige beschrijving ervan, de fouriertransformatie, bestond al. De symmetrieleer was ook al goeddeels ontwikkeld. Daarmee was de grondslag gelegd voor het  ophelderen van de structuur. De uitvinding van de computer maakte het mogelijk dat steeds ingewikkeldere structuren konden worden geanalyseerd. Programmeren en diffractie gingen hand in hand. Kristallograaf en programmeur werden vrijwel synoniemen.

### Latere ontwikkelingen

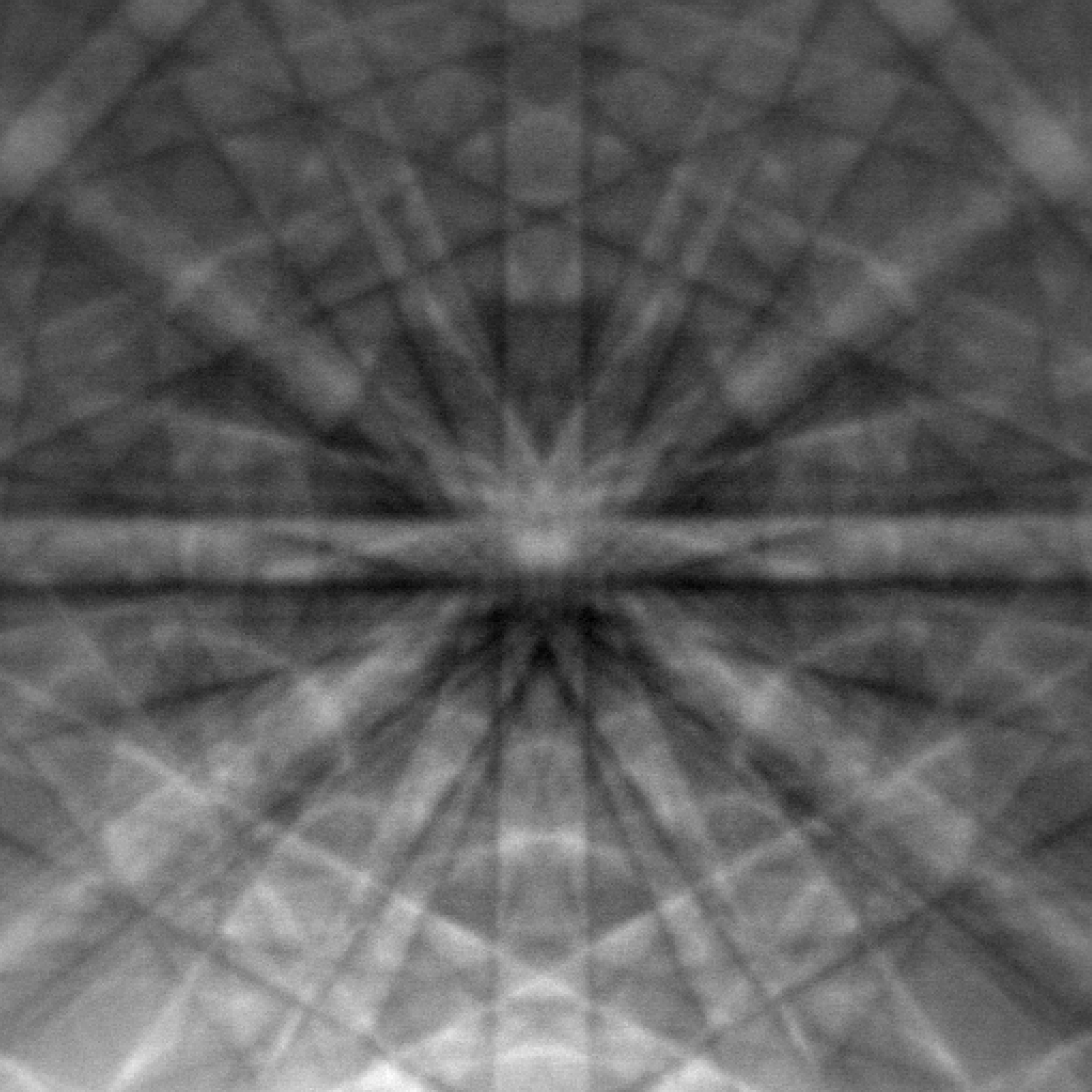
Kikuchi-lijnen in een teruggestrooide elektronendiffractie-patroon of electron backscatter diffraction pattern (EBSD) van een silicium eenkristal verkregen met een TEM.

Toch was met de komst van de structuurbepaling door diffractie zeker niet alle structuur ontrafeld. Kristallen zijn namelijk nooit perfect. Er zitten altijd fouten in de stapeling, en diffractie laat de gemiddelde structuur van de regelmatige stapeling zien, maar niet de fouten erin. Toch zijn voor sommige eigenschappen van het kristal juist deze defecten belangrijk, soms zelfs belangrijker dan de gemiddelde structuur. Dit geldt zeker voor de elektronische eigenschappen van halfgeleiders. De studie van defecten en dislocaties is daarmee een vak op zich geworden.
Latere ontwikkelingen, bijvoorbeeld die van transmissie-elektronenmicroscopie hebben veel bijgedragen aan de studie van subtiele details van atomaire stapelingen. Hetzelfde kan worden gezegd over de studie van oppervlakken van materialen met technieken als AFM en STM. Deze technieken bereiken een resolutie op
atomaire schaal en tonen de karakteristieke regelmaat van de stapeling in een kristal. Toch associeert men dit soort onderzoek zelden met de kristallografie.
Over het algemeen is kristallografie van een op zichzelf staande wetenschap geworden tot een standaardtechniek voor atomaire en moleculaire structuurbepaling. De apparatuur voor röntgen- en elektronendiffractie is commercieel beschikbaar en in laboratoria van veel universiteiten en bedrijven aanwezig. Om de meetresultaten van die apparatuur te kunnen toepassen is kennis van kristallografie nodig. Omdat veel stoffen en materialen een kristalstructuur hebben, is de toepassing van de kristallografie enorm breed: natuur-, schei-, en materiaalkundigen, geologen en biochemici maken gebruik van kristallografisch onderzoek. 

### = Biochemie
Kristallografisch onderzoek aan de structuur van de talloze soorten eiwitten, is een bloeiend wetenschappelijk vakgebied waar nog ruimte is voor verbetering in methodiek, vaak gebaseerd op geavanceerde dataverwerking.
Rosalind Franklin heeft met haar röntgendiffractiefoto's beslissend bijgedragen aan de ontrafeling van de kristalstructuur van het DNA-macromolecuul.

## Begrippen in de kristallografie
- Lijst van termen in de kristallografie